# Leonard Bilson (MP)
Leonard Bilson (1616-1695) foi membro do parlamento (MP) por Petersfield durante o final do século XVII.
Bilson nasceu em 5 de dezembro de 1616, o terceiro filho (segundo sobrevivente) de Sir Thomas Bilson (MP) de West Mapledurham e de sua esposa Susanna, filha de Sir William Uvedale (também um MP). Ele foi educado na University College, Oxford, graduando-se em BA em 5 de fevereiro de 1635 e MA em 31 de outubro de 1637. O seu filho Thomas sucedeu-o como MP.